# Oberschrot
Oberschrot är en ort i kommunen Plaffeien i kantonen Fribourg, Schweiz. Oberschrot var tidigare en egen kommun, men den 1 januari 2017 inkorporerades Oberschrot och Zumholz i Plaffeien.